# Orița

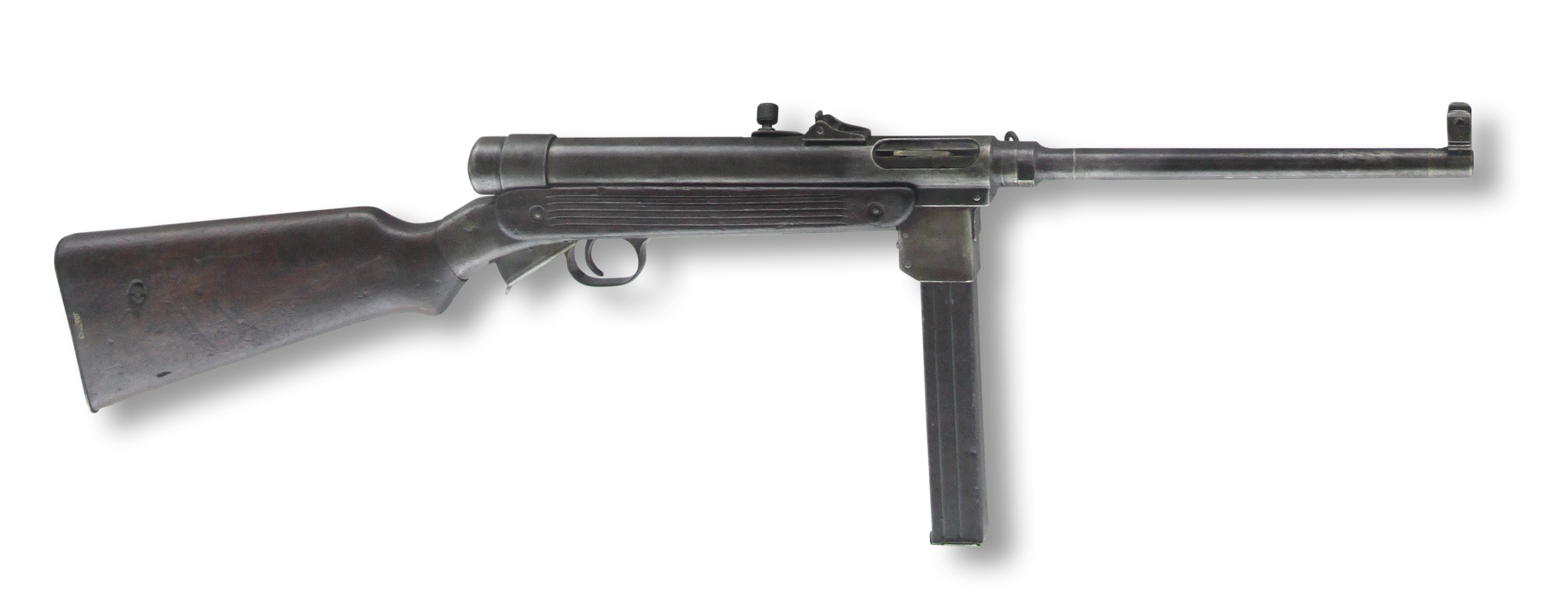
Un Orița M41.

L’Orița Md.1941 est un pistolet-mitrailleur de 9 mm en service dans l'Armée roumaine de 1942 au début des années 1960 où il est remplacé par le Pistolet-Mitrailleur modèle 1963/1965.

## Présentation
Le PM Orita  a été créé par une équipe d'ingénieurs roumains et tchécoslovaques placé sous les ordres du capitaine Marin Oriţa, et fabriqué par l'usine de Cugir à partir de 1943. En 1949, a été créée une variante à crosse pliante.

## Technique
La crosse PM Orița est en bois. Il fonctionne avec une culasse non calée et un sélecteur de tir. Son canon comprend six rayures à droite. Le levier d'armement est à gauche.

## Caractéristiques
- Munition: 9 mm Parabellum.
- Longueur totale: 0,894 m.
- Longueur du canon: 0,278 m.
- Masse du PM sans chargeur: 3,450 kg.
- Capacité du chargeur : 32 cartouches.
- Cadence de tir théorique: 600 coups par minute.

## Le PM Orița  dans la culture populaire
Hormis des films de guerre roumains non distribués en France, la mitraillette Orița M41 apparaît dans le jeu vidéo Men of War.

## Sources
- CLINTON EZELL, EDWARD, Encyclopédie Mondiale des Armes légères, Paris, Pygmalion, 1980 et 1989 (1re et 2e éd° françaises).
- HOGG (IAN V) et WEEKS (JOHN), Les Armes légères du XXe Siècle, Paris, Éditions de Vecchi, 1981.
- Articles divers parus dans les revues Cibles et AMI/ArMI/Fire.